# Hrabstwo Chattooga

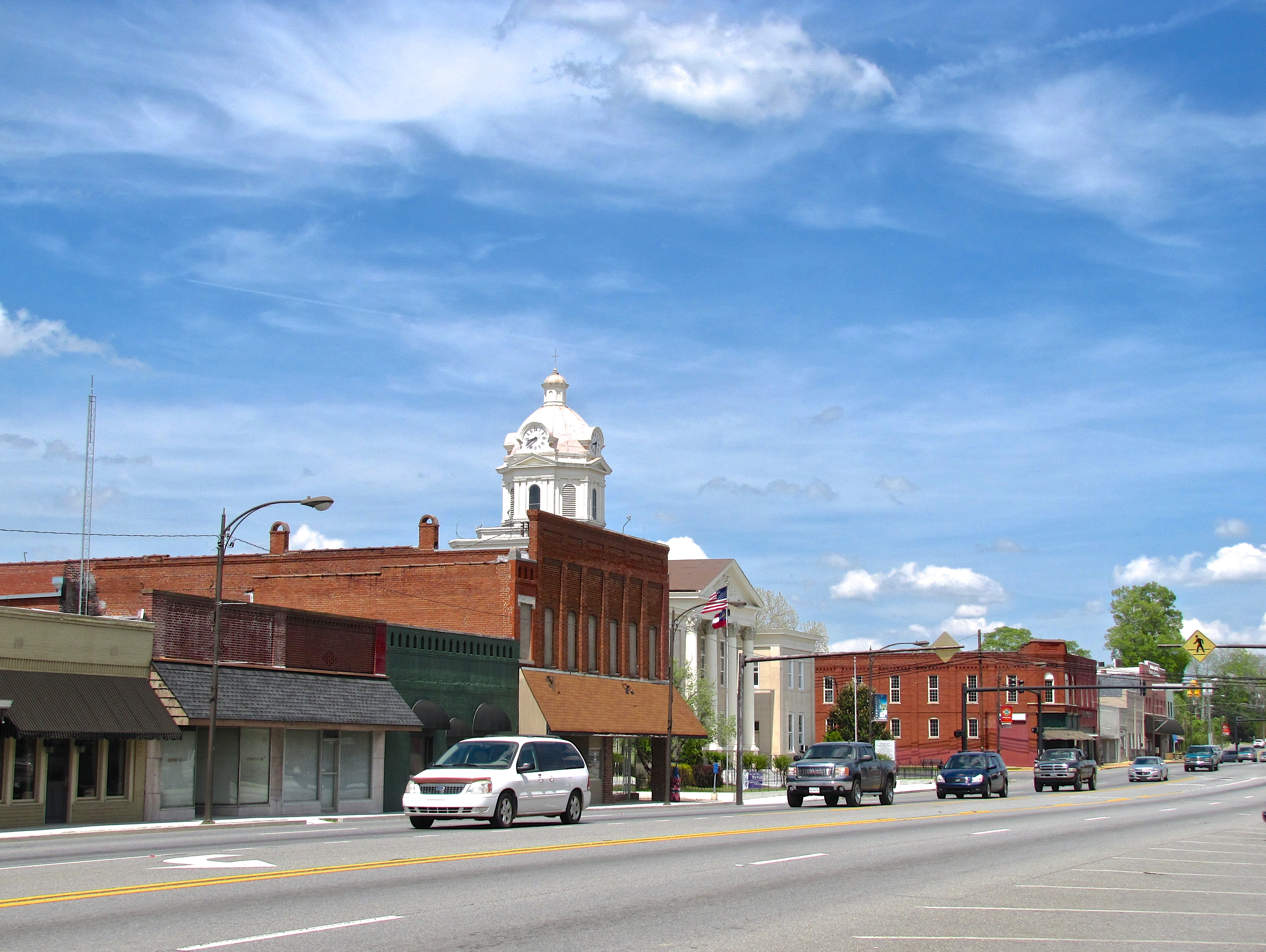
Summerville

Hrabstwo Chattooga (ang. Chattooga County) – hrabstwo w stanie Georgia w Stanach Zjednoczonych. Według spisu w 2020 roku liczy 25 tys. mieszkańców, w tym 82,1% stanowią białe społeczności nielatynoskie. Jego siedzibą administracyjną jest Summerville.

## Geografia
Według spisu z 2000 roku obszar całkowity hrabstwa obejmuje powierzchnię 313,55 mil2 (812,09 km²), z czego 313,33 mil2 (811,52 km²) stanowią lądy, a 0,23 mil2 (0,6 km²) stanowią wody. 

### Miejscowości
- Summerville
- Trion
- Lyerly
- Menlo

### Sąsiednie hrabstwa
- Hrabstwo Walker, Georgia (północ)
- Hrabstwo Floyd, Georgia (wschód i południe)
- Hrabstwo Effingham, Alabama (zachód)
- Hrabstwo DeKalb, Alabama (zachód)

## Polityka
Hrabstwo jest bardzo silnie republikańskie, gdzie w wyborach prezydenckich w 2020 roku, 80,2% głosów otrzymał Donald Trump i 18,4% przypadło dla Joe Bidena.